# Barbara Jagiellonka
Barbara Jagiellonka (ur. 15 lipca 1478 w Sandomierzu, zm. 15 lutego 1534 w Dreźnie) – królewna polska, księżniczka litewska, księżna Saksonii od 1500 jako żona Jerzego Brodatego; córka Kazimierza Jagiellończyka i Elżbiety Rakuszanki. 

## Życiorys
Barbara urodziła się 15 lipca 1478 jako szósta córka Kazimierza IV Jagiellończyka, króla Polski i wielkiego księcia Litwy oraz Elżbiety Rakuszanki, królewny czesko-węgierskiej. Ze strony ojca jej dziadkami byli Władysław Jagiełło i Zofia Holszańska, natomiast ze strony matki była wnuczką Albrechta Habsburga i Elżbiety Luksemburskiej. Barbara miała dwanaścioro rodzeństwa, z czego dwie siostry zmarły w dzieciństwie. Królewna została ochrzczona 26 lipca 1478 przez biskupa krakowskiego Jana Rzeszowskiego w kościele Narodzenia Najświętszej Maryi Panny w Sandomierzu.  
11 sierpnia 1496 w Krakowie Barbara została zaręczona z synem i następcą księcia Saksonii Albrechta Odważnego, Jerzym. Jan Olbracht określił posag siostry na 32 tysiące florenów węgierskich. W październiku lub 21 listopada 1496 w kościele Świętego Tomasza w Lipsku doszło do zawarcia związku małżeńskiego pomiędzy królewną a Jerzym. W 1500 jej mąż po śmierci swego ojca został księciem Saksonii. 
Barbara zmarła 15 lutego 1534 w Dreźnie i została pochowana 8 dni później w podziemiach kaplicy Świętego Jerzego w katedrze w Miśni. W testamencie z 2 września 1531 zapisała majątek swojemu mężowi, zaś kolegiacie w Miśni przekazała złoty krzyż. Wdowiec po Barbarze nie ożenił się ponownie i zmarł 5 lat później. Następnym księciem Saksonii został szwagier Barbary, gdyż każdy z jej synów zmarł przed ojcem.

## Potomstwo
Z małżeństwa Barbary i Jerzego Brodatego pochodziło dziesięcioro dzieci:
- Krzysztof (ur. 8 września 1497, zm. 5 grudnia 1497),
- Jan(inne języki) (ur. 24 sierpnia 1498, zm. 11 stycznia 1537),
- Wolfgang (ur. 1499, zm. 12 stycznia 1500),
- Anna (ur. 21 stycznia 1500, zm. 23 stycznia 1500),
- Krzysztof (ur. i zm. 27 maja 1501),
- Agnieszka (ur. 7 stycznia 1503, zm. 16 kwietnia 1503),
- Fryderyk(inne języki)(ur. 15 marca 1504, zm. 26 lutego 1539),
- Krystyna saska (ur. 25 grudnia 1505, zm. 15 kwietnia 1549) – od 1523 żona Filipa Wielkodusznego, landgrafa Hesji,
- Magdalena (ur. 7 marca 1507, zm. 28 stycznia 1534) – od 1524 żona Joachima II, elektora brandenburskiego,
- Małgorzata (ur. 7 września 1508, zm. 1510).